# Macno
Macno è il terzo romanzo di Andrea De Carlo, pubblicato da Bompiani nel 1984.
Il libro è stato tradotto in tedesco, spagnolo, croato, finlandese, inglese, olandese, francese e norvegese.

## Trama
La storia racconta, dal punto di vista di Liza, una giornalista televisiva tedesca, l'incontro con Macno, dittatore arrivato al potere nel suo paese grazie ad un uso spregiudicato della televisione, ma il cui regime rischia di essere prossimo al crollo. Gli sviluppi della situazione politica italiana negli anni successivi, con l'ascesa del magnate televisivo Silvio Berlusconi, hanno dato al romanzo una connotazione quasi profetica.

## Edizioni
- Andrea De Carlo, Macno, Milano: Bompiani, 1984
- Andrea De Carlo, Macno, Milano: A. Mondadori, 1999
- Andrea De Carlo, Macno, Torino: Einaudi, 2000
- Andrea De Carlo, Macno, Milano: Tascabili Bompiani, 2005
- Andrea De Carlo, Macno, Milano: La nave di Teseo, 2017